# Geir Ove Berg
Geir Ove Berg (* 1947) ist ein ehemaliger norwegischer Skispringer, Skisprungtrainer und heutiger Sportfunktionär im Golf.
Am 4. März 1976 flog Berg auf der Heini-Klopfer-Skiflugschanze mit 173 Metern einen neuen Skiflugweltrekord. Damit übertraf er den gut drei Jahre zuvor von Heinz Wosipiwo auf derselben Schanze aufgestellten Rekord um vier Meter. Der Rekord hielt jedoch nur einen Tag, bevor ihn der Österreicher Toni Innauer um einen Meter übertraf. Nach seiner aktiven Karriere wurde er Nationaltrainer der Norweger. Später wurde er Generalsekretär des Norwegischen Golfverbandes. Er vertritt Norwegen bei der European Golf Association.
Berg lebt heute in Lommedalen.

## Erfolge

### Schanzenrekorde
| Ort        | Land        | Weite               | aufgestellt am | Rekord bis   |
| ---------- | ----------- | ------------------- | -------------- | ------------ |
| Oberstdorf | Deutschland | 173,0 m (HS: 225 m) | 4. März 1976   | 5. März 1976 |